# Барбунчешти (Бузау)
Барбунчешти (рум. Bărbuncești) насеље је у Румунији у округу Бузау у општини Тисау. Oпштина се налази на надморској висини од 275 m.

## Становништво
Према подацима из 2002. године у насељу је живело 116 становника, од којих су сви румунске националности.